# Hiob (Tywoniuk)
Hiob, imię świeckie Dmitrij Jakowlewicz Tywoniuk,  ros. Дмитрий Яковлевич Тывонюк, Dmytro Jakowycz Tywoniuk, ukr. Дмитро Якович Тивонюк (ur. 6 listopada 1938 w Poczajowie, zm. 1 grudnia 2020 w Moskwie) – metropolita Rosyjskiego Kościoła Prawosławnego.

## Życiorys
Urodził się w rodzinie chłopskiej. Po zakończeniu szkoły podstawowej został posłusznikiem w ławrze Poczajowskiej, z której został przeniesiony do klasztoru Trójcy Świętej w Bałcie. W 1957 rozpoczął naukę w seminarium duchownym w Kijowie. Był zmuszony przerwać ją z powodu obowiązku służby wojskowej; dyplom seminarium otrzymał w analogicznej placówce w Odessie. W 1967, kontynuując wyższe studia teologiczne w Moskiewskiej Akademii Duchownej, został posłusznikiem w ławrze Troicko-Siergijewskiej. 20 czerwca 1968 złożył śluby wieczyste, przyjmując imię zakonne Hiob na cześć św. Hioba Poczajowskiego. W 1969 uzyskał dyplom kandydata teologii, zaś metropolita kruticki i kołomieński Pimen wyświęcił go na diakona, zaś 1 czerwca na hieromnicha. Hieromnich Hiob został skierowany do parafii Zmartwychwstania Pańskiego w Czycie. W 1974 otrzymał godność ihumena. Ukończył również studia doktoranckie w dziedzinie teologii. 26 grudnia 1974 został archimandrytą. 
3 stycznia 1975 miała miejsce jego chirotonia na biskupa zarajskiego, wikariusza eparchii moskiewskiej. W uroczystości wzięli udział patriarcha Pimen, metropolici: kijowski i halicki, egzarcha Ukrainy Filaret, tulski i bielowski Juwenaliusz, arcybiskupi wołokołamski Pitirim i dmitrowski Włodzimierz oraz biskupi podolski Serapion oraz kurski i biełgorodzki Chryzostom. Jako biskup zarajski biskup Hiob został zwierzchnikiem patriarszych parafii w Kanadzie i tymczasowo patriarszych parafii w Stanach Zjednoczonych. Funkcję tę spełniał do czerwca 1976. 30 listopada 1988 wyznaczony na arcybiskupa kostromskiego i galickiego. Po roku został przeniesiony do eparchii żytomierskiej i owruckiej, zaś w 1996 – do eparchii czelabińskiej i złatoustowskiej. 25 lutego 2000 otrzymał godność metropolity. 
Jako arcybiskup żytomierski i owrucki był jednym z hierarchów, którzy przyczynili się do odsunięcia metropolity Filareta (Denysenki) z metropolii kijowskiej, a następnie do jego zawieszenia w stanie duchownym.
W 2011 Święty Synod Rosyjskiego Kościoła Prawosławnego przeniósł go w stan spoczynku, podając jako przyczynę jego zły stan zdrowia. Jako miejsce stałego pobytu hierarchy wyznaczono Moskwę. Emerytowany hierarcha rezydował przy cerkwi Złożenia Szaty Chrystusa Zbawiciela w Moskwie.
Zmarł w 2020 r. wskutek powikłań spowodowanych COVID-19. Pochowany na cmentarzu ławry Poczajowskiej.